# La Repubblica
Pour les articles homonymes, voir La República et Repubblica (homonymie).
La Repubblica (« La République » en français) est un quotidien italien de centre gauche d'envergure nationale, appartenant à GEDI Gruppo Editoriale. C'est le deuxième journal le plus vendu en Italie après le Corriere della Sera.

## Histoire
Le quotidien paraît pour la première fois le 14 janvier 1976 fondé par Eugenio Scalfari, déjà directeur de l'hebdomadaire L'Espresso, très rapidement accompagné de Gianni Rocca, qui sera rédacteur en chef, et Giorgio Bocca, Sandro Viola, Mario Pirani, Miriam Mafai, Barbara Spinelli, Natalia Aspesi et Giuseppe Turani. Le financement initial provient de Carlo Caracciolo et de la maison d'édition Mondadori, à parts égales.
À la fin de l'année, le journal parvient à éditer 100 000 exemplaires par numéro et en 1979 plus de 180 000 exemplaires sont tirés.
En 1981, un scandale explose au Corriere della Sera, ce qui pousse La Repubblica à augmenter son nombre de lecteurs et à prendre au Corriere della Sera quelques signatures prestigieuses dont celle d'Enzo Biagi (célèbre journaliste, rédacteur en chef de l'hebdomadaire Epoca puis directeur du Resto del Carlino qu'il a transformé en un journal national, et surtout il est créateur de Il Fatto qui traite les principaux faits du jour).
En 1986 est introduit un supplément financier « Affari e Finanza ».
À la fin des années 1980, le journal obtient un important soutien financier de Carlo De Benedetti, le célèbre éditeur italien. Ce principal actionnaire barre la route à Silvio Berlusconi et pendant deux ans ils vont se disputer la renommée maison d'édition Mondadori. Ils finissent par trouver un accord et se répartissent les journaux : De Benedetti obtient La Repubblica, L'Espresso, et les quotidiens régionaux et Berlusconi obtient la Mondadori.
Le 10 janvier 1994 commence à paraître le Lunedì di Repubblica, l'édition réduite du lundi. La notoriété du journal augmente régulièrement depuis les années 1990 et surtout depuis son rôle de second quotidien national.
En 1995, en plus de l'introduction de deux suppléments « Musica, Rock&Altro » (qui concerne la musique) et « Salute » (qui concerne la santé), c'est l'année de la révolution graphique. En effet, des couleurs sont introduites en première page et dans les publicités.
En 1996, le journal change de directeur, Eugenio Scalfari passe la main à Ezio Mauro. La même année, paraît un hebdomadaire consacré aux femmes et à l'occasion des élections politiques naît Repubblica.it, l'édition en ligne du journal qui s'affirme en devenant le principal site d'informations italiennes avec plus de 9 400 000 utilisateurs.
En novembre 2004 paraît La Domenica di Repubblica (le dimanche de La Repubblica) qui contient une vingtaine de pages traitant de l'actualité, des spectacles, du style de vie et du temps libre. Ce supplément s'inspire des éditions dominicales des principaux journaux anglo-saxons. En septembre 2007, le quotidien a été réactualisé d'un point de vue graphique et de la pagination: une section nommée R² contenant des enquêtes sur les thèmes principaux de l'actualité, paraît à l'intérieur du journal.
Ce journal peut être considéré comme proche d'une politique de centre gauche (Parti démocrate italien) en ce qui concerne la question morale ou la désunion de forces politiques. Il défend également une ligne pro-Union européenne.
Sa diffusion chute de 15 % entre octobre 2007 (654 676) et octobre 2008 (556 416).

## Rubriques
La notte dei gufirubrique qui paraît le lundi. Elle traite de la haute finance, de l'économie et de la politique.
L'amacaMichele Serra, journaliste, commente un fait du jour avec une pointe d'ironie.
BonsaïRubrique quotidienne de Sebastiano Messina, journaliste, qui avec ironie commente les événements récents de la politique.
Carta CantaSur Repubblica.it, Marco Travaglio met en confrontation les anciennes et nouvelles déclarations des personnes politiques afin de montrer leurs incohérences.

## Directeurs
- 1976-1996 : Eugenio Scalfari
- 1996-2016 : Ezio Mauro
- 2016-2019 : Mario Calabresi
- 2019-23 avril 2020 : Carlo Verdelli
- 23 avril 2020-2024 : Maurizio Molinari[5]
- 3 octobre 2024-: Mario Orfeo[1]

## Éditions locales
Des éditions locales sont imprimées à Bari, Bologne, Florence, Gênes, Milan, Palerme, Naples, Turin et Rome.